# Schöne Witwen küssen besser
Schöne Witwen küssen besser ist eine zweiteilige Filmkomödie von Carlo Rola aus dem Jahr 2004. Die Literaturverfilmung, die von der Drehbuchautorin Ellen Beck geschrieben wurde, basiert auf einem Roman der Schriftstellerin Gundula Leni Ohngemach. In einer für eine Filmkomödie außergewöhnlichen Länge von 184 Minuten verkörpert Iris Berben die Rolle als Hochstaplerin Corinna.

## Handlung
Corinna, eine stadtbekannte Betrügerin, ist eine Person, die sich gerne unter die Schönen und Reichen mischt, um dort zu ergaunern, was möglich ist. Ganz zufrieden ist sie mit ihrem Leben jedoch nicht, da es sich immer nur zwischen zwangsweise verordneten Aufenthalten in Gefängnissen oder größtem Luxus abspielt.
Sie beschließt, ihre Lebensweise zu verändern. Es soll ein ehrliches Leben werden, ohne Betrugsversuche und ohne zu mogeln. Als sie ihr Lebensgefährte verlässt und sie ohne einen Cent alleine lässt, gestaltet sich dieser Sinneswandel jedoch schwierig. Erschwerend kommt für sie hinzu, dass sie dringend Bargeld braucht, um ihrem Vater das Wohnen in seiner bisherigen Residenz weiterhin zu ermöglichen, aus der gedroht wird, ihn herauszuwerfen, wenn er nicht den fälligen Mietzins errichten sollte.
Corinna schwankt nun in ihrer Entschlossenheit: Soll sie weiterhin betrügen, oder zu ihrem Sinneswandel stehen und diesen konsequent durchziehen? Nach einer Reihe von Überlegungen trifft sie für sich die Entscheidung, einen Kompromiss einzugehen: Sie schlüpft in die Rolle einer anderen Person. In ihrer Rolle als die verwitwete Baronin Rockwell hat sie vor, den Familienschmuck an der Côte d’Azur gewinnbringend zu verkaufen. Ihr Plan geht jedoch nicht auf, da Corinna unerwartet Konkurrenz von der großbrüstigen Moni bekommt, die in der Lage ist, die insbesondere männliche Kundschaft um den Finger zu wickeln.
Die Situation versinkt komplett im Chaos, als die richtige Baronin am Ort des Geschehens erscheint.

## Produktionsnotizen
Der Film hatte am 20. Dezember 2004 seine Premiere im deutschen Fernsehen. Im französischen Fernsehen wurde er erstmals am 27. August 2006 gezeigt.

## Kritiken
„Die Optik: okay. Die Witze: ojemine!“